# Тера Бјанка (Сијена)
Тера Бјанка је насеље у Италији у округу Сијена, региону Тоскана.
Према процени из 2011. у насељу је живело 72 становника. Насеље се налази на надморској висини од 290 м.